# 10ポンド紙幣 (オーストラリア)
オーストラリア10ポンド紙幣（オーストラリア10ポンドしへい、£10）は、オーストラリア銀行券の一つ。1913年に登場した。表面には「アーサー・フィリップ」の肖像が、裏面には「第二次産業と科学」の図案がデザインされている。現在は10ポンド紙幣から20ドル紙幣に置き換えられるまでは、オーストラリアの貨幣は英国通貨を中心としたポンド通貨圏に属しレートも基本的に英国に連動していた。
対オーストラリアドルは20豪ドル＝10豪ポンドとされた。